# Ley de Apelación de jurisdicción de 1876
La ley de Apelación de jurisdicción de 1876 (en inglés: Apellate Jurisdiction Act 1876; 39 y 40 Vict c 59) fue una ley del Parlamento del Reino Unido que modificó las funciones judiciales de la Cámara de los Lores al permitir que los jueces superiores se sentaran en la Cámara de los Lores como pares vitalicios, conocidos como Lores de Apelación ordinarios . La primera persona en convertirse en lord mediante esta ley fue Colin Blackburn el 16 de octubre de 1876, que en adelante sería lord Blackburn.
La ley de 1876 fue derogada por la ley de Reforma Constitucional de 2005, que transfirió las funciones judiciales de la Cámara de los Lores a la Corte Suprema del Reino Unido. Tras la creación de la Corte Suprema del Reino Unido, se suspendió la práctica de nombrar a los Lores de Apelación ordinarios. La última persona en convertirse en lord por esta ley fue sir Brian Kerr, el 29 de junio de 2009.